# Dicranomyia (Melanolimonia) nitidithorax
Dicranomyia (Melanolimonia) nitidithorax is een tweevleugelige uit de familie steltmuggen (Limoniidae). De soort komt voor in het Oriëntaals gebied.